# 추억의 골든팝스
김지윤의 추억의 골든팝스는 TBN 경남교통방송(창원 FM 95.5MHz, 진주 FM 100.1MHz)에서 주말 밤 8시부터 9시 55분까지 방송되는 경남권 지역의 팝 음악 전문 라디오 프로그램이다.

## 프로그램 소개
- 그때 우리를 빛나게 했던 골든팝의 향연 여기는 추억의 골든팝스! 지디, 김지윤과 함께합니다.

## 매일코너
- 골든팝 쉼터 퀴즈 - 여러분들이 잠시 쉬어갈 수 있는 골든팝 쉼터 퀴즈 시간입니다

## 요일코너

### 토요일
- 어쩌다 마주친 팝송 : 요즘 지디가 꽂힌 음악을 골라 골라 여러분에게 소개합니다
- 명곡의 광장 : 명곡이 흘러나오는 이 곳, 팝칼럼니스트 최경수가 명곡의 광장으로 여러분을 초대합니다(팝칼럼니스트 최경수 출연)
- 소사 소사 팝 소사 : 과거의 오늘에 일어난 다양한 팝 소사에 대해 얘기 나눠봅니다. 여러분의 소사와 신청곡도 남겨주세요!

### 일요일
- 긴 노래 짧은 얘기 : 평소 방송에서 온전하기 듣기 힘든 5분이 넘어가는 긴 노래, 골든팝에서 들으실 수 있습니다
- 그대를 위한 골든팝 : 오직 사연자를 위한 맞춤 선곡 처방 코너! 여러분의 상황을 200% 누리게 만들 그대를 위한 골든팝(석지호 리포터 출연)